# Асуна Танака
Асуна Танака (јап. 田中 明日菜; 23. април 1988) јапанска је фудбалерка.

## Репрезентација
За репрезентацију Јапана дебитовала је 2011. године. Са репрезентацијом Јапана наступала је на једним Олимпијским играма (2012) и два Светска првенства (2011. и 2015). За тај тим одиграла је 39 утакмица и постигла је 3 гола.

## Статистика
| Јапан  | Јапан | Јапан |
| Год.   | Ута.  | Гол.  |
| ------ | ----- | ----- |
| 2011   | 6     | 2     |
| 2012   | 13    | 1     |
| 2013   | 9     | 0     |
| 2014   | 2     | 0     |
| 2015   | 6     | 0     |
| 2016   | 3     | 0     |
| Укупно | 39    | 3     |